# Procédure d'infraction
Une procédure d’infraction, ou procédure pré-contentieuse, est une procédure par laquelle la Commission européenne demande à un État-membre de respecter le droit de l'Union européenne.

## Processus
La première étape est la mise en demeure. Elle est suivie de l'avis motivé. Elle se termine par la saisine de la Cour de justice de l’Union européenne.
Une procédure est enclenchée à la suite d'une enquête diligentée par la Commission européenne ou par les citoyens (rapports, pétitions, questions). Chaque année plus de 600 nouvelles procédures sont enclenchées. Parmi celles-ci, le pourcentage de procédures contre une mise en œuvre tardive du droit européen ne cesse d'augmenter (419 nouvelles procédures pour mise en œuvre tardive du droit européen, sur 758 procédures)[Quand ?]

## Mise en œuvre dans le cadre de l'article 7 du TUE
Le 17 mai 2017, le Parlement européen a adopté, pour la première fois, une résolution en vue du lancement de la procédure contre la Hongrie en raison d'« une grave détérioration de l’État de droit, de la démocratie et des droits fondamentaux ces dernières années »,.
Le 26 juillet 2017, la Commission européenne menace la Pologne d'utiliser l'article 7 en raison de réformes controversées de la justice. Le 20 décembre 2017, après des mois de mise en garde, l'article 7 est enclenché envers la Pologne,,.
Le 12 septembre 2018, le Parlement européen se prononce lors d'un vote en faveur du lancement de la procédure de l'article 7 sur la violation des valeurs européennes par la Hongrie. La majorité requise était des deux tiers des suffrages exprimés, représentant la majorité des membres qui le composent. Le Conseil de l'Union européenne devra se prononcer sur ce point en statuant à la majorité des quatre cinquièmes de ses membres après approbation du Parlement européen, la Hongrie ne participant pas au vote.
Le 24 juin 2019, la Pologne est condamnée par la Cour de justice de l'UE sur la base de l'article 19 du TUE venant appliquer une interprétation extensive de l'article 2 du TUE (sur les valeurs de l'Union) et surtout reconnaître une voie de recours juridictionnelle ex nihilo parallèle à celle prévue par l'article 7 du TUE.